# Teléfono con pantalla plegable
Un teléfono con pantalla plegable,  o también teléfono inteligente plegable, es un tipo de teléfono inteligente diseñado para poderse plegar sobre sí mismo, permitiendo que dispositivos con pantallas grandes se puedan llevar en el bolsillo. La primera generación de teléfonos inteligentes plegables lanzados comercialmente se enfrentó a problemas sobre su durabilidad, así como sus altos precios.

## Descripción
Hay variantes del diseño que utilizan múltiples paneles de pantalla táctil con una bisagra, mientras que otros diseños utilizan una pantalla flexible . Los diseños de estos dispositivos se remontan al concebido en el "Morph" de Nokia en 2008 y un diseño presentado por Samsung Electronics en 2013 (como parte de un mayor conjunto de diseños que utilizan pantallas OLED flexibles), mientras que los primeros teléfonos inteligentes plegables disponibles comercialmente con pantallas OLED empezaron a surgir en noviembre de 2018.
Algunos dispositivos, cuando están "desplegados" pueden tener un diseño parecido a una tableta , pero una vez cerrados, la pantalla se encuentra en la parte interior, y tienen otra pantalla pequeña sobre la "tapa" que permite al usuario interaccionar con el dispositivo sin abrirlo (como la serie Samsung Galaxy Fold ). Otros dispositivos, con la pantalla desplegada tienen también un formato parecido a una tableta, pero al cerrarlos, pliegan la pantalla sobre la parte trasera siguiendo un eje vertical hasta un formato "mitad-vertical", permitiendo utilizar el teléfono en su estado "plegado" (como ocurre con el Royole FlexPai y el Huawei Mate X). También se han fabricado teléfonos inteligentes plegables horizontalmente, que quedan una vez plegados con el formato prácticamente de un cuadrado.

## Historia

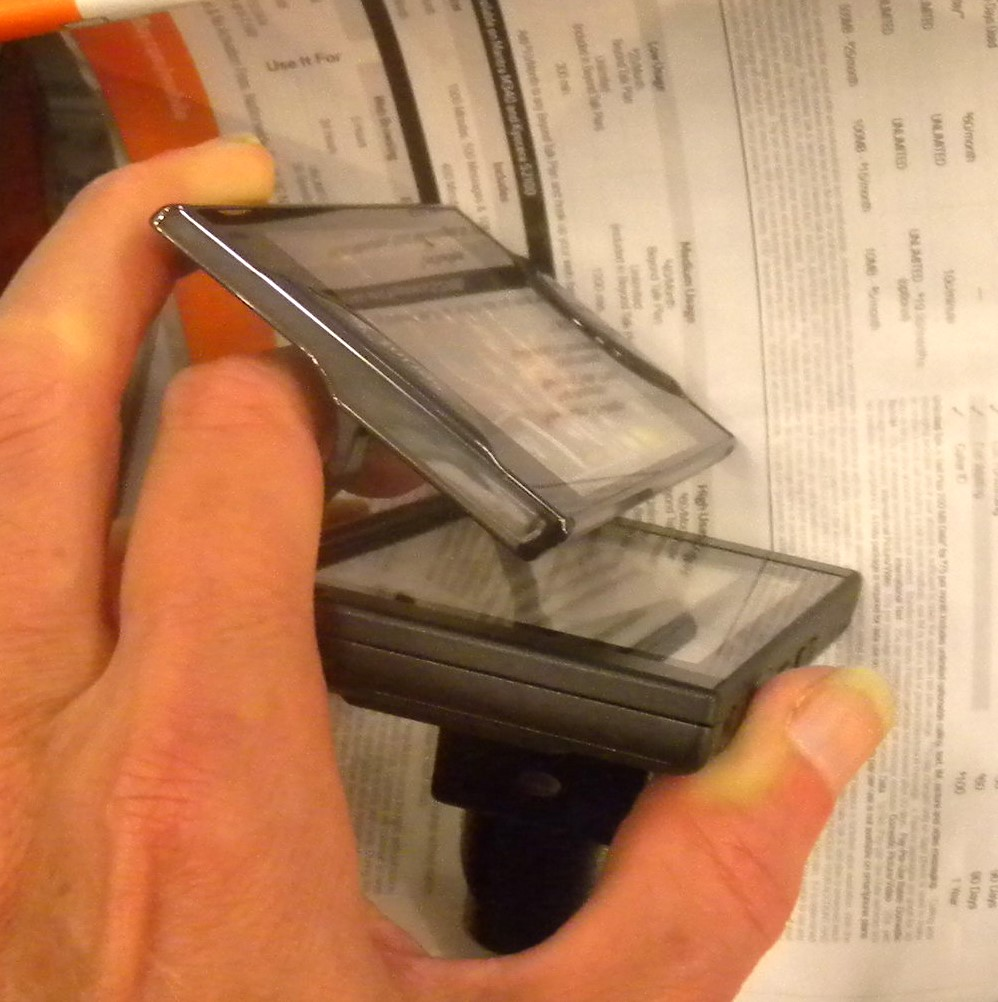
Kyocera Echo fue un precursor de la generación actual de teléfonos inteligentes plegables.

Los primeros diseños de pantallas electrónicas plegables aparecieron después de 2005, con la voluntad de crear aparatos que se pudieran transportar con mayor facilidad.
En 2006, Polymer Vision, que más tarde se convirtió en Philips, presentó un diseño de lector electrónico enrollable en el Mobile World Congress.
En 2008, Nokia presentó diseños animados de un dispositivo flexible, "Transformarse", que se puede plegar de diferentes maneras, en forma de teléfono, tableta o monitor inteligente . En una retrospectiva de 2019 sobre el diseño, CNET señaló que Morph podría considerarse como un precursor de los teléfonos plegables.

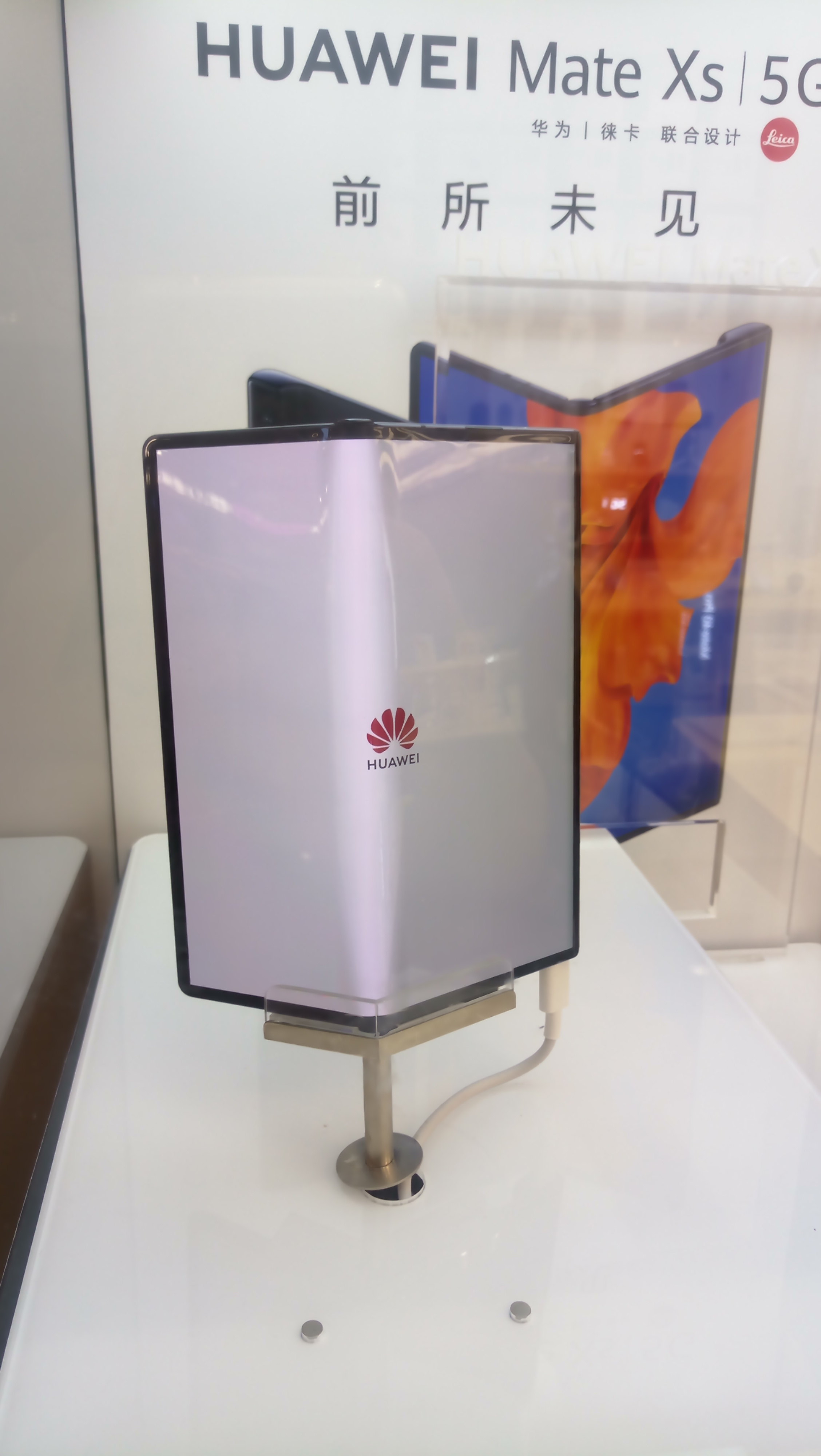
Huawei Mate X

En noviembre de 2018, la startup china Royole presentó el primer smartphone plegable disponible comercialmente. Tenía una única pantalla OLED de 7,8 pulgadas, plegable hacia afuera.
El 7 de noviembre de 2018, durante la conferencia anual para desarrolladores, Samsung Mobile presentó oficialmente un prototipo de teléfono inteligente plegable, con una pantalla de Samsung Display bautizada " Infinity Flex » plegable hacia adentro. Tenía una segunda pantalla más pequeña en la cara frontal para utilizar el dispositivo una vez cerrado.
En una cumbre de desarrolladores simultánea, el vicepresidente de ingeniería de Android, Dave Burke, dijo que la próxima versión de la plataforma proporcionaría una orientación y mejoras relevantes para los dispositivos plegables, aprovechando las funciones existentes.
En enero de 2019, el CEO de Xiaomi, Lin Bin, publicó un vídeo en el que mostraba un prototipo de teléfono inteligente plegable doble.
Samsung Electronics presentó oficialmente el Samsung Galaxy Fold en el Mobile World Congress el 20 de febrero de 2019. El dispositivo no se lanzó hasta septiembre después de resolver algunos problemas relacionados con la pantalla. Éste fue el primer teléfono inteligente plegable vendido de forma masiva: unas 400.000 unidades se agotaron en tres meses.
Junto al Samsung Galaxy Fold, se mostraron otros dispositivos plegables, pero sólo como "prototipo" o producto en desarrollo. Entre ellos, el Huawei Mate X y los prototipos de TCL dando al público ya los medios una idea del progreso de la investigación.
Por el contrario, LG no presentó ningún dispositivo plegable, citando la voluntad de centrarse más en recuperar la cuota de mercado de los teléfonos inteligentes clásicos.
Otras empresas manifestaron su interés por el diseño, obteniendo patentes sobre diversos diseños de estos dispositivos, que se relacionan especialmente con la bisagra o las pantallas. Motorola Mobility, por ejemplo, patentó un nuevo diseño de un futuro teléfono inteligente plegable.
En abril de 2019, en el momento del lanzamiento del Samsung Galaxy Fold se plantearon dudas sobre su durabilidad, ya que algunas unidades de prueba acabaron dando errores en la pantalla. La salida del dispositivo se aplazó en septiembre de 2020 con el fin de investigar estos fallos y mejorar la durabilidad del dispositivo. Huawei también retrasó el lanzamiento del Mate X, invocando "una voluntad de cautela" para evitar problemas similares.

## Materiales de la pantalla
Los teléfonos inteligentes plegables suelen utilizar pantallas OLED de plástico flexibles en lugar de vidrio (como el producto Gorilla Glass de Corning , que se utiliza en la mayoría de los teléfonos inteligentes de gama media y alta). Las pantallas de plástico son naturalmente capaces de mantener el radio de curvatura necesario para un teléfono inteligente plegable, pero son más susceptibles a arañazos que las pantallas tradicionales de vidrio para teléfonos inteligentes.
Aunque Corning fabrica un producto de vidrio flexible conocido como Willow Glass, la empresa afirma que su proceso de fabricación requiere el uso de una solución salina; por tanto, no es apto para pantallas electrónicas porque la sal puede dañar los transistores utilizados en los paneles OLED. Sin embargo, la compañía declaró en marzo de 2019 que estaba en proceso de desarrollar un vidrio flexible adecuado para teléfonos inteligentes, que tendría 1 mm (0.039 in) de espesor y 5 mm (0.20 in) radio de flexión.